# Lijst van voetbalinterlands Macau - Vietnam
Deze lijst van voetbalinterlands is een overzicht van alle officiële voetbalwedstrijden tussen de nationale teams van Macau en Vietnam. De landen hebben tot op heden twee keer tegen elkaar gespeeld. De eerste ontmoeting, een kwalificatiewedstrijd voor het Wereldkampioenschap voetbal 2014, werd gespeeld in Ho Chi Minhstad op 29 juni 2011. Het laatste duel, de returnwedstrijd in dezelfde kwalificatiereeks, vond plaats op 3 juli 2011 in Macau.

## Wedstrijden
| № | Plaats          | Datum        | Competitie           | Wedstrijd       | Uitslag |
| - | --------------- | ------------ | -------------------- | --------------- | ------- |
| 1 | Ho Chi Minhstad | 29 juni 2011 | WK 2014 kwalificatie | Vietnam − Macau | 6 − 0   |
| 2 | Macau           | 3 juli 2011  | WK 2014 kwalificatie | Macau − Vietnam | 1 − 7   |

## Samenvatting
| Competitie      | Totaal gespeeld | Winst Macau | Gelijk | Winst Vietnam | Doelsaldo Macau – Vietnam |
| --------------- | --------------- | ----------- | ------ | ------------- | ------------------------- |
| WK-kwalificatie | 2               | 0           | 0      | 2             | 1 − 13                    |
| Totaal          | 2               | 0           | 0      | 2             | 1 − 13                    |

AFM · 
A-internationals · 
Macaus vrouwenelftal
1980 – 1989 · 
1990 – 1999 · 
2000 – 2009 · 
2010 – 2019 ·
2020 − 2029
Bangladesh ·
Bhutan ·
Brunei ·
Cambodja ·
China ·
Filipijnen ·
Guam ·
Hongkong ·
India ·
Irak ·
Japan ·
Kazachstan ·
Kirgizië ·
Koeweit ·
Laos ·
Maleisië ·
Mauritius ·
Mongolië ·
Myanmar ·
Nepal ·
Noord-Korea ·
Oman ·
Pakistan ·
Salomonseilanden ·
Saoedi-Arabië ·
Singapore ·
Sri Lanka ·
Tadzjikistan ·
Taiwan ·
Thailand ·
Vietnam ·
Zuid-Korea
VFF · 
A-internationals · 
Vietnamees vrouwenelftal
1991 – 1999 ·
2000 – 2009 ·
2010 – 2019 ·
2020 − 2029
Afghanistan ·
Albanië ·
Australië ·
Bahrein · 
Bangladesh · 
Bosnië en Herzegovina · 
Cambodja · 
China · 
Curaçao ·
Estland · 
Filipijnen · 
Guam · 
Guinee ·
Hongkong · 
India · 
Indonesië · 
Irak ·
Iran · 
Jamaica · 
Japan ·
Jemen · 
Jordanië ·
Kazachstan · 
Kirgizië ·
Koeweit · 
Laos · 
Libanon · 
Macau · 
Malediven · 
Maleisië · 
Mongolië · 
Mozambique ·
Myanmar · 
Nepal · 
Noord-Korea ·
Oezbekistan · 
Oman · 
Palestina ·
Qatar ·
Rusland ·
Saoedi-Arabië · 
Singapore · 
Sri Lanka · 
Syrië · 
Tadzjikistan · 
Taiwan · 
Thailand · 
Turkmenistan · 
Verenigde Arabische Emiraten · 
Zimbabwe · 
Zuid-Korea